# Der Konigl. Akademie der Wissenschaften in Paris Physische Abhandlungen
Der Konigl. Akademie der Wissenschaften in Paris Physische Abhandlungen (abreviado Phys. Abh. Königl. Akad. Wiss. Paris) fue una revista ilustrada con descripciones botánicas que fue editada en Breslau. Fueron publicados 13 números en los años 1748-1759. 